# Aetone
Nella mitologia greca,  Aetone  era il nome di uno dei leggendari cavalli di Eolo, il dio dei venti.

## Il mito
Eolo aveva un magico carro trainato da diversi cavalli, tutti possenti e magici perché sapevano volare. Uno di questi rispondeva al nome di Aetone.
Secondo una versione minore invece Aetone era il nome di uno dei quattro cavalli di Ade, il dio degli inferi.

### Moderna
- Angela Cerinotti, Miti greci e di roma antica, Prato, Giunti, 2005, ISBN 88-09-04194-1.